# NGC 1229
NGC 1229 is een balkspiraalstelsel in het sterrenbeeld Eridanus. Het hemelobject werd in 1886 ontdekt door de Amerikaanse astronoom Francis Preserved Leavenworth.

## Synoniemen
- PGC 11734
- ESO 480-33
- IRAS 03059-2309
- MCG 4-8-25
- VV 260
- UGCA 53
- VV 337
- Arp 332